# Вонгрода
Вонгрода (пол. Wągroda) — село в Польщі, у гміні Нехлюв Гуровського повіту Нижньосілезького воєводства.
Населення — 88 осіб (2011).
У 1975-1998 роках село належало до Лешненського воєводства.

## Демографія
Демографічна структура станом на 31 березня 2011 року:
|          | Загалом | Допрацездатний вік | Працездатний вік | Постпрацездатний вік |
| -------- | ------- | ------------------ | ---------------- | -------------------- |
| Чоловіки | 39      | 7                  | 29               | 3                    |
| Жінки    | 49      | 12                 | 26               | 11                   |
| Разом    | 88      | 19                 | 55               | 14                   |